# Ahora sí, antes no
Ahora sí, antes no (título original en coreano: Jigeumeun-matgo-geuttaeneun-teullida, título internacional: Right Now, Wrong Then) es una película surcoreana de 2015 escrita y dirigida por Hong Sang-soo. Ganó el Leopardo de Oro, el premio mayor en el 68.º Festival Internacional de Cine de Locarno, así como el de Mejor Actor para Jung Jae-young.

## Reparto
- Jung Jae-young como Ham Chun-su
- Kim Min-hee como Yoon Hee-jung
- Youn Yuh-jung como Kang Deok-soo
- Gi Ju-bong como Kim Won-ho
- Choi Hwa-jung como Bang Soo-young
- Yoo Jun-sang como Ahn Seong-gook
- Seo Young-hwa como Joo Young-sil
- Go Ah-sung como Yeom Bo-ra

## Recepción

### Recepción de la crítica
En el sitio web del agregador de reseñas Rotten Tomatoes, la película tiene un índice de aprobación del 92% basado en 48 reseñas y una calificación promedio de 7.5/10. El consenso crítico del sitio web dice: " Justo ahora, mal entonces ofrece perspectivas divergentes sobre un encuentro casual y observaciones que invitan a la reflexión sobre las interacciones humanas en general". En Metacritic, la película tiene una puntuación media ponderada de 81 sobre 100, basada en 16 críticos, lo que indica "aclamación universal".